# Urmar Tanda
Urmar Tanda is een nagar panchayat (plaats) in het district Hoshiarpur van de Indiase staat Punjab. 

## Demografie
Volgens de Indiase volkstelling van 2001 wonen er 22.115 mensen in Urmar Tanda, waarvan 52% mannelijk en 48% vrouwelijk is. De plaats heeft een alfabetiseringsgraad van 74%. 